# Kermin Guardia
Kermin Guardia (* 17. Januar 1970 in Turbo, Kolumbien) ist ein ehemaliger kolumbianischer Boxer im Strohgewicht.

## Profikarriere
Im Jahre 1991 begann er erfolgreich seine Profikarriere. Ende Mai 1998 boxte er gegen Eric Jamili um den Weltmeistertitel des Verbandes WBO und gewann durch K. o. Diesen Gürtel verteidigte er insgesamt dreimal und hielt ihn bis 2001.
Im Jahre 2010 beendete er seine Karriere.